# Locustella
Цврчићи (лат. Locustella) су род малих птица певачица које укључују и цврчића тршћара. Раније смештене у парафилетску групу „грмушe Старог света“, сада се сматрају најсевернијим представницима углавном гондванске породице, Locustellidae.

## Таксономија
Род Locustella је фромално описао немачки природњак Јохан Јакоб Кауп у својој "Skizzirte Entwickelungs-Geschichte und natürliches System der europäischen Thierwelt : Erster Theil welcher die Vogelsäugethiere und Vögel nebst Andeutung der Entstehung der letzteren aus Amphibien enthält" 1829. године са типском врстом цврчићем тршћаром (Locustella naevia).
Име рода Locustella потиче из латинског и деминутив је од locusta, "скакавац".  Као и енглески назив, ово се односи на песму налик инсектима неких врста.

## Опис
Ово су прилично сиво браонкасти "цврчићи" који обично бораве на прилично отвореним травњацима, грмовима или мочварама. Неки су прошарани, други нису прошарани, али је карактеристино да их је све је врло тешко видети. Мајстори у шуњању и трчању кроз оно што делује непробојно растиње, многи нерадо лете, радије беже попут мишева. Када се уплаше, могу летети, али слабо, брзо и невидљиво се враћајући у своја склоништа и шипражје. Најкарактеристичнија одлика ове групе је да песма неколико врста подсећа на механичко цврчање налик инсектима, због чега је група добила научни назив.
Врсте које се гнезде у умереним регионима су снажно миграторне.

## Врсте
У роду се налазе 23 врсте: 
| Фотографија | Научно име                                     | Име                                            | Распрострањеност | Подврсте | Статус                  |
| ----------- | ---------------------------------------------- | ---------------------------------------------- | --- | --- | ----------------------- |
|             | Locustella lanceolata (Temminck C.J. 1840)     | Пругасти цврчић                                | Северна Европа до источног Сибира и североисточне Кине. Сахалин, јужна Курилска острва и северни Јапан | Locustella lanceolata lanceolata (Temminck C.J. 1840) Locustella lanceolata hendersonii (Cassin J. 1858)                                                                                   | најмање угрожени таксон |
|             | Locustella alfredi (Hartlaub K.J.G. 1890)      | Бамбусов цврчић                                | Западна Етиопија, Јужни Судан, Источна Демократска Република Конго и Западна и Источна Уганда. Западна Танзанија и северозападна Замбија | Locustella alfredi alfredi (Hartlaub K.J.G. 1890) Locustella alfredi kungwensis (Moreau R.E. 1942)                                                                                         | најмање угрожени таксон |
|             | Locustella fluviatilis (Wolf J. 1810)          | Цврчић поточар                                 | Централна Европа и Источна Европа, источно од јужне Финске, јужне Шведске, западне Немачке, источне Аустрије и Бугарске, од истока до југозападног Сибира, региона реке Иртиш и северозападног Казахстана; зимује у јужној и југоисточној Африци | Монотипски таксон | најмање угрожени таксон |
|             | Locustella luscinioides (Savi P. 1824)         | Обични цврчић                                  | Континентална Европа јужно од јужног Балтика и источног до централног Урала, Крима и Балкана, ретко у јужној и источној Енглеској; такође северозападна Африка, северозападна Турска. Зимује у западној Африци, Сенегалу, Чаду, Гани, Судану. Источна Украјина, од источног до јужног Урала, долина Волге и северно подножје Кавказа. Зимује у североисточној Африци. Мала Азија, Левант, северни и јужни Казахстан, западна Кина, Узбекистан, Туркменистан, североисточни Иран, северозападни Авганистан; певајући мужјаци забележени у северозападној Монголији и сумња се да се гнезде на источном Арапском полуострву, од југа до Омана | Locustella luscinioides luscinioides (Savi P. 1824) Locustella luscinioides sarmatica (Kazakov B.A. 1973) Locustella luscinioides fusca (Severtsov N.A., 1873)                             | најмање угрожени таксон |
|             | Locustella luteoventris (Hodgson B.H., 1845)   | Смеђи цврчић                                   | Североисточна Индија од Дарџилинга, у Западном Бенгалу, источно до Аруначал Прадеша и Нагаланда, Бутан, западни и северни Мјанмар, јужна и југоисточна Кина и северни Вијетнам и североисточни Бангладеш. Зимује у јужном Мјанмару и северозападном и североисточном Тајланду | Монотипски таксон | најмање угрожени таксон |
|             | Locustella naevia (Boddaert P. 1783)           | Цврчић тршћар                                  | северозападној Европи и на западном Палеарктику. Подручје обухвата Шпанију, Француску, централну Италију, Румунију, Србију, Британска острва, Белгију, Холандију, Немачку, Данску, јужну Шведску, јужну Финску, балтичке државе и западне делове Русије . Даље на истоку замењују га сродне врсте. Зимује у Сахелу, тропској Африци, Индији и Шри Ланки | Locustella naevia naevia (Boddaert P. 1783) Locustella naevia obscurior (Buturlin S.A. 1929) Locustella naevia straminea (Seebohm H. 1884) Locustella naevia mongolica (Sushkin P.P. 1925) | најмање угрожени таксон |
|             | Locustella major (Brooks W.E. 1871)            | Дугокљуни цврчић                               | Северозападна Хималаји у северном Пакистану, долина Кхаган и Гилгит и северозападна Индија, северозападни Кашмир, Ладак, Заскар. Западна Кина, Кунлун Шан и Западни Алтун Шан, западни и јужни Синђанг | Locustella major major (Brooks W.E. 1871) Locustella major innae (Portenko L.A. 1955) | угрожени таксон         |
|             | Locustella tacsanowskia (Swinhoe R. 1871)      | Кинески цврчић                                 | Источна Русија од Краснојарска, источно преко Трансбајкалије до Хабаровског и суседне северне Монголије, а у североисточном, централном и јужном делу Кине од југа до истока, Ћингхај, југозападни Гансу, Сичуан и Гуангси; зимује у јужној и југоисточној Азији | Монотипски таксон | најмање угрожени таксон |
|             | Locustella accentor (Sharpe R.B. 1888)         | Цврчић са планине Кинабалу                     | Планина Кинабалу и суседни врхови планине Трус Мади и Там Бојукан, на северном Борнеу | Монотипски таксон | најмање угрожени таксон |
|             | Locustella caudata (Ogilvie-Grant W.R. 1895)   | Дугорепи цврчић                                | Северни Лузон, Филипини. Северно полуострво Замбоанга, западни Минданао | Locustella caudata caudata (Ogilvie-Grant W.R. 1895) Locustella caudata malindangensis (Mearns E.R. 1909) Locustella caudata unicolor (Hartert E.J.O. 1904)                                | најмање угрожени таксон |
|             | Locustella castanea (Büttikofer J. 1893)       | Сулавешки цврчић                               | Ендемска врста за планинске шуме на Сулавесију, Индонезија | Монотипски таксон | најмање угрожени таксон |
|             | Locustella musculus (Stresemann E.F.T. 1914)   | Серамски цврчић                                | Ендемска врста планина Серам, Индонезија | Монотипски таксон | најмање угрожени таксон |
|             | Locustella portenta (Rheindt F.E. 2020)        | Цврчић са острва Талиабу                       | Острво Талиабу у архипелагу Сула, код источног Сулавесија, изнад 1.050 м | Монотипски таксон | рањиви таксон           |
|             | Locustella disturbans (Hartert E.J.O. 1900)    | Цврчић са острва Буру                          | Ендемска врста планина Буру, у централним Молучким острвима Индонезије | Монотипски таксон | најмање угрожени таксон |
|             | Locustella davidi (La Touche J.D.D. 1923)      | Бајкалски цврчић                               | Северни Алтај до југозападнe Трансбајкалијe и североисточног Бајкала. Југоисточна Русија, западни Амурланд и североисточна Кина, Централна Кина, централни Сичуан, јужни Гансу и јужни Шанси; зимује Југоисточна Азија | Locustella davidi suschkini (Stegmann B.K. 1929) Locustella davidi davidi (La Touche J.D.D. 1923)                                                                                          | најмање угрожени таксон |
|             | Locustella kashmirensis (Sushkin P.P. 1925)    | Западнохималајски цврчић                       | Ендемска врста Индијски потконтинент | Монотипски таксон | најмање угрожени таксон |
|             | Locustella thoracica (Blyth Е. 1844)           | Пегави цврчић                                  | Централни и источни Хималаји од Непала, Бутана и североисточне Индије од истока до северног Мјанмара, и јужна Кина, од југоисточног Тибета, Јунана од истока до североистока Сичуана, Гуејџоуа и региона Дајао Шан у Гуангсију; зимује од западног Непала од истока до североисточне Индије, Аруначал Прадеша, Асама и североисточног Бангладеша. Централна Кина, источна Тибетанска висораван од северног Ћингхаја од истока до југозападног Гансуа и јужног Шансија; зимује централна Кина | Locustella thoracica thoracica (Blyth Е. 1844) Locustella thoracica przevalskii (Sushkin P.P. 1925)                                                                                        | најмање угрожени таксон |
|             | Locustella alishanensis (Rasmussen P.C., 2000) | Тајвански цврчић                               | Планине централног и североисточног Тајвана | Монотипски таксон | најмање угрожени таксон |
|             | Locustella mandelli (Brooks W.E. 1875)         | Рђасти цврчић                                  | Гнезди се у подножју Хималаја од Дарџилинга у северној Индији преко Сикима до Бутана, до Аруначал Прадеша, јужног Асама и западног и северног Мјанмара. Северни Лаос и северног Вијетнама до југоисточних кинеских провинција Гуангси, Гуангдонг, Хонг Конг, Фуђијан и Џеђанг | Locustella mandelli mandelli (Brooks W.E. 1875) Locustella mandelli melanorhyncha (Rickett C.B. 1898)                                                                                      | најмање угрожени таксон |
|             | Locustella idonea (Riley J.H. 1940)            | Анамски цврчић                                 | Ендемска врста за централни Вијетнам, висораван Контум, централни Анам и Висораван Далат, јужни Анам. Локалитети на којима је забележен укључују планине Ланг Биан, Конг Трој, Би Доуп, Лонг Лан, Тујен Лам, Део Нуи Сан и резерват природе Нгок Лин | Монотипски таксон | најмање угрожени таксон |
|             | Locustella chengi (Alström, P. 1940)           | Сечуански цврчић                               | Средње надморске висине централне Кине у Сичуану, Шансију, Хубеју, Хунану и Гуеџој, са једним записом из северозападног Ђангсија | Монотипски таксон | најмање угрожени таксон |
|             | Locustella montis (Hartert E.J.O. 1896)        | Јавански цврчић                                | Планине источне и централне Јаве, планина Лаву од истока до Брома и Балија, западни Тимор, планина Мутис, источни Тимор и острво Алор | Locustella montis montis (Hartert E.J.O. 1896) Locustella montis timorensis (Mayr E. 1944)                                                                                                 | најмање угрожени таксон |
|             | Locustella seebohmi (Ogilvie-Grant W.R. 1895)  | Цврчић из побрђа планине Полис на острву Лузон | Планина Полис, северни Лузон, северни Филипини | Монотипски таксон | најмање угрожени таксон |

Овај род је раније укључивао додатне врсте. Молекуларно филогенетско истраживање породице птица пољопривредних подручја Locustellidae објављено 2018. године показало је да се род Locustella састоји од два различита рода. Род је подељен и шест врста је премештено у новонастали род Helopsaltes.
Фосилна коракоидна кост из касног миоцена (око 11 милиона година) у Рудабањи (југоисточна Мађарска ) је прилично слична овој врсти кости у садашњем роду. С обзиром на њену прилично рану старост (већина родова Passerida није позната све до плиоцена ), није превише сигурно да је овде тачно постављена, али је велика вероватноћа да припада Locustellidae, или барем Sylvioidea. Пошто су цврчићи тршћари једине познате locustellid цврчићи из Европе, још увек је прилично вероватно да комад кости припада базичној Locustella.

## Распрострањеност и станиште
Род Locustella је широко распрострањен и може се наћи у Европи, Азији, Јужној Африци и Аутралији.
Птице из рода Locustella живе у широком спектру станишта са густим растињем, укључујући шуме, мочваре, мочваре и сезонски сушне травнате површине.

## Гнежђење
Род Locustella је већински моногамна са оба родитеља. Гнезда Locustella су обично дубоке чаше изграђене од различитих врста вегетације, укључујући траве, гранчице, корење, маховину и трску, често са куполом и бочним улазом, обложена финијом вегетацијом или длакама и обично смештена у густој вегетацији на метар од земље или воде. И мужјак и женка су обично активни у покушају парења, при чему оба пола граде гнездо. Инкубацију обављају оба пола или само женка, а оба родитеља хране младе. Легла се крећу од 1-7 јаја, а инкубација траје 10-16 дана. Период гнежђења је 10-17 дана, али очигледно нема информација о родитељској бризи након излетања из јаја.

## Исхрана
Већина Locustella има разноврсну исхрану са инсектима и другим бескичмењацима, посебно пауцима, малим пужевима, црвима и амфиподима. Неке врсте такође узимају мале количине семена. Већина врста набавља храну сакупљањем, а већину времена проводе на земљи или ниско у вегетацији, ловећи инсекте из густог жбуња или са земље.

## Статус
Од 23 врста у роду Locustella, 21 врста се води као најмање угрожени таксон. 1 врста се дефинише као рањиви таксон и 1 врста као угрожени таксон.